# Wulkametr

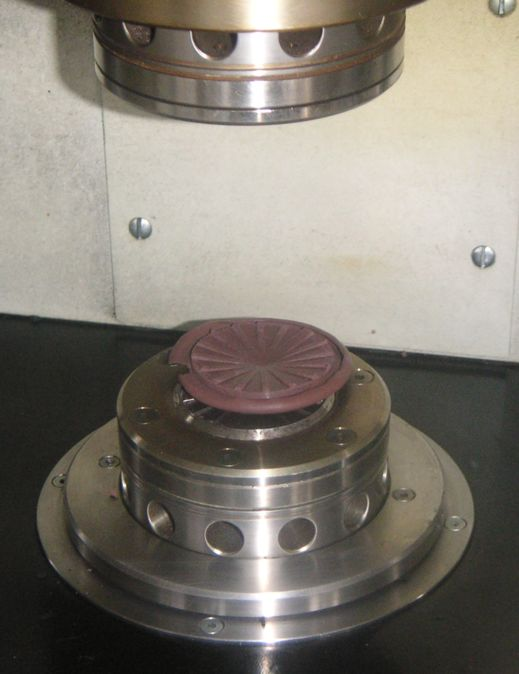
Wulkametr

Wulkametr – urządzenie służące do pomiaru poprawności przebiegu procesu wulkanizacji kauczuków. Poprawność przebiegu procesu wulkanizacji jest oceniana na podstawie pomiarów szybkości zmiany wymiarów termostatowanej próbki kauczuku pod wpływem działania oscylujących naprężeń rozciągających i ściskających.
Otrzymywane wyniki pomiaru pozwalają ustalić w funkcji czasu:
- maksymalny moment siły, przy którym próbka nie ulega trwałej deformacji
- minimalny moment siły, przy którym próbka ulega zauważalnej deformacji odwracalnej
- moment rewersji
- temperatury komory pomiarowej
- kąt fazowy – tj. kąt stratności momentu siły, umożliwiający ustalenie zdolności do pochłaniania przez kauczuk energii mechanicznej bez trwałej deformacji.

Wynik zmian opisanych wyżej parametrów w czasie są nazywane krzywą wulkametryczną.

## Metoda pomiaru
Próbka z określoną pojemnością mieszanki kauczukowej umieszczona jest w komorze pomiarowej składającej się z dwóch matryc nagrzewanych do odpowiedniej temperatury (100 °C ÷ 200 °C). Dolna cześć komory pomiaru oscyluje z określoną częstotliwością i zadaną amplitudą powodując skręcenie materiału. Podnoszona i opuszczana górna część komory mieści czujnik pomiaru momentu skręcania. W trakcie pomiaru zostaje ona opuszczona, co powoduje prasowanie próbki, która wypełnia całą komorę, nadmiar mieszanki wychodzi przez szczelinę( max. 0,1 mm) między częściami komory.
Na początku pomiaru moment wzrasta, aby znowu opaść na moment minimalny (plastyczny). W dalszym trakcie pomiaru zachodzi proces wulkanizacji. Dalszy pomiar powoduje rewersję, mostki między cząstkami chemicznymi rozpadają się. Otrzymany sygnał elektryczny o przebiegu sinusoidalnym podawany jest na wejście interfejsu pomiarowego. Po filtracji sygnał jest wzmocniony w wzmacniaczu o programowanym wzmocnieniu, co pozwala na osiągnięcie maksymalnej czułości układu dla mieszanek gumowych różnej twardości. Przy pomocy oprogramowaniu otrzymuje się krzywą wulkametryczną oraz czasy procesu jak t90, t50, t2 (czas, w którym 90%, 50%, 2% sieciowania jest zakończona), kąt fazowy oraz temperatury komory.